# Unocal Corporation
Union Oil Company of California, nome fantasia Unocal (/ˈjuːnɵkæl/) foi uma das principais exploradoras e vendedoras de petróleo do final do século XIX, durante o século XX e no início do século XIX. Estava sediada em El Segundo, Califórnia, Estados Unidos.
A Unocal esteve envolvida em projetos de energia nacionais e globais; sendo um dos principais intervenientes no consórcio CentGas, que tentou construir o Duto Trans-Afeganistão que seguiria da área do Mar Cáspio, através do Afeganistão, para o Oceano Índico, em um momento após o cerco dos talibãs a Cabul em 1996.
Em 10 de agosto de 2005, a Unocal fundiu-se com a Chevron Corporation e se tornou uma subsidiária integral. A Unocal agora encerrou suas operações como uma empresa independente, mas continua a conduzir muitas operações como Union Oil Company of California, uma empresa da Chevron.

## Controvérsias
Em março de 2005, a China National Offshore Oil Corporation (CNOOC) tentou adquirir a Unocal com uma oferta que valorizava a Unocal entre $16 bilhões e $18 bilhões de dólares. Na sequência de uma votação na Câmara dos Deputados dos Estados Unidos, uma proposta foi encaminhada para o presidente George W. Bush, com o fundamento de que as suas implicações para a segurança nacional precisavam ser revistas. A CNOOC retirou sua proposta. Logo depois, a Unocal se fundiu com a Chevron.
A fusão foi vista como um protecionismo dos Estados Unidos no envolvimento de interesses políticos onde CNOOC estava ciente de uma "reação política dura" para a tomada de controle das empresas estadunidenses.  Os congressistas americanos citaram a "segurança nacional", como uma razão para estarem alarmados com a opção de aquisição.